# جوني رووي
جوني رووي (بالإنجليزية: Johnny Rowe)‏ (1907 - ) هو لاعب كرة قدم بريطاني في مركز الدفاع. لعب مع بورت فايل وكوينز بارك رينجرز ونادي ريدنغ وManchester Central F.C. ‏.